# Adoka Niitsu
 (décembre 2008).
Si vous disposez d'ouvrages ou d'articles de référence ou si vous connaissez des sites web de qualité traitant du thème abordé ici, merci de compléter l'article en donnant les références utiles à sa vérifiabilité et en les liant à la section « Notes et références ».
Adoka Niitsu (新津 亜土華, Niitsu Adoka) est une artiste contemporaine japonaise née en 1975 dans la préfecture de Yamanashi au Japon.

## Biographie
Adoka Niitsu est diplômée en Media Arts et technologie de l’information ( International Academy of Media Arts and Sciences - IAMAS ) et d’un BFA (Bachelor of Fine Arts), département du sciences de l'art (w:en:Joshibi University of Art and Design ). Artiste contemporaine japonaise, elle vit et crée à Paris. 
Elle a ensuite travaillé comme Associée de recherche et conférencière dans plusieurs universités :
- 2000-2001 : Tama Art University Assistante enseignante, département d'Information Design, Japon
- 2001-2004 : w:en:Joshibi University of Art and Design Associée de recherche, département de Média Arts, Japon
- 2004-2007 : Université des arts de Tokyo Associée de recherche et conférencière, Département d'Inter-Média Arts, Japon
- 2011-2013 : w:en:Joshibi University of Art and Design Chargée de cours à temps partiel, Département de Cross-Disciplinary Art et Design (Secteur Média Art et Design), Japon
- 2016 : Distinguished assistant professor, Un projet pour L'Université des arts de Tokyo, Global Art Practice, Graduate School of Fine Arts et l'École nationale supérieure des beaux-arts
- 2015- : École nationale supérieure des beaux-arts Enseignante[3], département des langues (Un projet d'échanges artistiques en japonais), Paris

## Distinctions
- 1996 : Prix d’encouragement (Groupe Mach Girls),  Prix DNP[4], Tokyo.
- 1996 : Médaille de Bronze (Group Mach Girls), Art on the net ‘96, ville de Machida, Musée des Arts Graphiques[5], Tokyo.
- 2002 : Fondation ISHIDA, Prix d’encouragement (groupe electropti), Nagoya, Japon.
- 2007-2008 : Prix de la Fondation Omura Fumiko / w:en:Joshibi University of Art and Design
- 2008-2009 : l’Agence japonaise pour les affaires culturelles du gouvernement japonais(Bunkachō)
- 2012-2013 : Fondation Ohki, Yamanashi, Japon

## Expositions personnelles
- 2004 : After All..., Galerie Monkey, Tokyo.
- 2006 : Phantasmes, Université des arts de Tokyo.
- 2007 : Piaffant! Amorphous + Delusion + Obsession + Kinetics + Anonymousness, Cité internationale des arts (Paris).
- 2009 : Active et Passive, Lagalerie Art actuel, Paris.
- 2012 : Le Piaffer, Galerie Hors-Champs, Paris.
- 2013 : Lectures Superposées, Galerie Hors-Champs, Paris.
- 2015 : The Unknown Senses, Galerie Hors-Champs, Paris.
- 2017 : Héritage, Galerie Hors-Champs, Paris
- 2018 : A A' A'' Andromeda, Galerie Yoshii, Paris
- 2020 : Flux in perpetual motion, Galleria Daniele Agostini, Lugano, Suisse

## Expositions collectives et événements
- 2000 : electropti-Alternative Future, Galerie Spiral Garden, Aoyama, Tokyo, Japon.
- 2000 : Media Select Resolution, Port de Nagoya, Japon.
- 2001 : Insight Vision, Media Center du Tama Art University, Hachiouji, Tokyo, Japon.
- 2002 : International Society for  Electronic Arts, Nagoya, Japon.
- 2003 : Geisai Museum, Roppongi Hills Mori Tower, Tokyo
- 2005 : Rosa! The Exposed Color- Pink[6], Université des arts de Tokyo.
- 2005 : Euphoria-ADOKASEO avec Seo Hyojung, Art Space JYoung, Séoul, Corée du Sud.
- 2006 : Expanding Media Art, w:en:Joshibi University of Art and Design, Kanagawa, Japon.
- 2006 : Haruki Nishijima et Adoka Niitsu, TAP Galerie Satelite, Ibaraki, Japon.
- 2007 : Exposition Collective 2007, Cité internationale des arts (Paris).
- 2008 : La Semaine Artistique et Culturelle Japonaise, à l’occasion du 150e anniversaire des amitiés franco- japonaises, Galerie Les Vergers de l’Art, Paris.
- 2010 : Viimased Kehad / Last Bodies, Vaal Gallery, Tartu, Estonia.
- 2010 : Vivre et Créer à Paris - Group Exhibition for Joshibi Paris Award, JAM  w:en:Joshibi University of Art and Design Museum, Japon.
- 2012 : Intimes #1 - L'Intime Galerie(Maison des Canaux, Ambassade Ephémère), Paris.
- 2013 : GREEN SPACE – Le jardin souterrain, Saint-Germain-des-Prés (métro de Paris)
- 2013 : 120x120 Medana Art 2013, Musée du Palazzo Attems Petzenstein, Gorizia, Italie.
- 2014 : Nocturnal Labyrinth, MIYAKO YOSHINAGA Gallery, New York.
- 2015 : JAM New Collections & Joshibi Paris Awarded Artists, w:en:Joshibi University of Art and Design, Japon.
- 2016 : Opéra AMOK, Opéra de François Cattin et Orianne Moretti, Opéra de Reims (Reims, France), Théâtre populaire romand L’Heure bleue Salle de musique (La Chaux-de-Fonds, Swiss)
- 2018 : I Say Yesterday, You Hear Tomorrow. Visions from Japan, Gallerie delle Prigioni fondée par Luciano Benetton, Trévise, Italie
- 2019 : Si loin, si proche - Artistes des Beaux-Arts de Paris inspirés par le Japon et l'Asie, Galerie Yoshii, Paris
- 2019 : CENERE, Galleria Daniele Agostini, Lugano, Suisse
- 2019 : Future Mythology Diaries Joshibi University of Art and Design X Cité internationale des arts, Galerie - Cité internationale des arts, Paris
- 2019 : Invisible Infinity, Galerie Yoshii, Paris
- 2020 : Online Art Project during the COVID-19 pandemic WHEN HOME IS THE GLOBE, Imago Mundi and The Benetton Foundation / Gallerie delle Prigioni, Promoted by  Luciano Benetton, Trévise
- 2021 : Le Théâtre des Expositions Répliques Japonisme, Palais des Beaux-Arts, Paris
- 2022 : Joshibi founded in 1900 : The History of Women's Higher Art Education in Japan, The European Cultural Centre (ECC), Palazzo Bembo, Venise, Italie
- 2024 : Yamanashi Media Arts Award Selected Works Exhibition, FUJIHIMURO, Fujiyoshida, préfecture de Yamanashi, Japon

## Performances
- 2003 : Nouvelle vague part .3 - Skins and Body and Communication, Opening Act,  JAM w:en:Joshibi University of Art and Design Museum, Japon.
- 2003 : Barbaric Song Live, CD release+Live Per formance, Club LOOP, Tokyo.
- 2004 : BAKUDAMA1210, Université des arts de Tokyo .